# 세계 럭비 명예의 전당
세계 럭비 명예의 전당(World Rugby Hall of Fame, 구 명칭: IRB 명예의 전당, IRB Hall of Fame)은 럭비 유니언 스포츠에 대한 특별한 업적과 공헌을 인정한다. 세계 럭비 명예의 전당에는 선수, 코치, 관리자, 경기 관계자, 기관 및 기타 개인이 포함된다. 명예의 전당은 2010년을 제외하고 매년 개최되는 하나 이상의 입회식을 통해 게임의 역사와 중요한 공헌을 인정한다. 명예의 전당의 영구적인 물리적 본거지는 2016년부터 2021년까지 워릭셔주 럭비 (워릭셔주)의 럭비 미술관, 박물관 및 도서관에 있다.